# Wintersohl (Drolshagen)
Wintersohl  ist ein Weiler im südlichen Sauerland mit 26 Einwohnern (Stand 31. Dezember 2022). Es bildet eine Ortschaft und zusammen mit Fahrenschotten den gleichnamigen Ortsvorsteherbezirk 13 der Stadt Drolshagen im nordrhein-westfälischen Kreis Olpe. Die Ortschaft Fahrenschotten ist ein Einzelgehöft mit einem 1800 errichteten denkmalgeschütztem Bauernhaus mit sechs Bewohnern und einer Ferienwohnung.
Wintersohl liegt westlich bei Frenkhausen, getrennt durch die Bundesautobahn 45 an der Kreisstraße 13. Gemeinsam mit den Ortsvorsteherbezirken Frenkhausen und Öhringhausen bildet der Ort die ehemalige Schulgemeinde Öhringhausen. Durch den Ort fließt der Wintersohler Bach, der bei Germinghausen entspringt und kurz nach der Unterquerung der Bundesstraße 54/55 in die Rose mündet.